# Merlaut
Merlaut est une commune française, située dans le département de la Marne en région Grand Est.

## Géographie

### Localisation

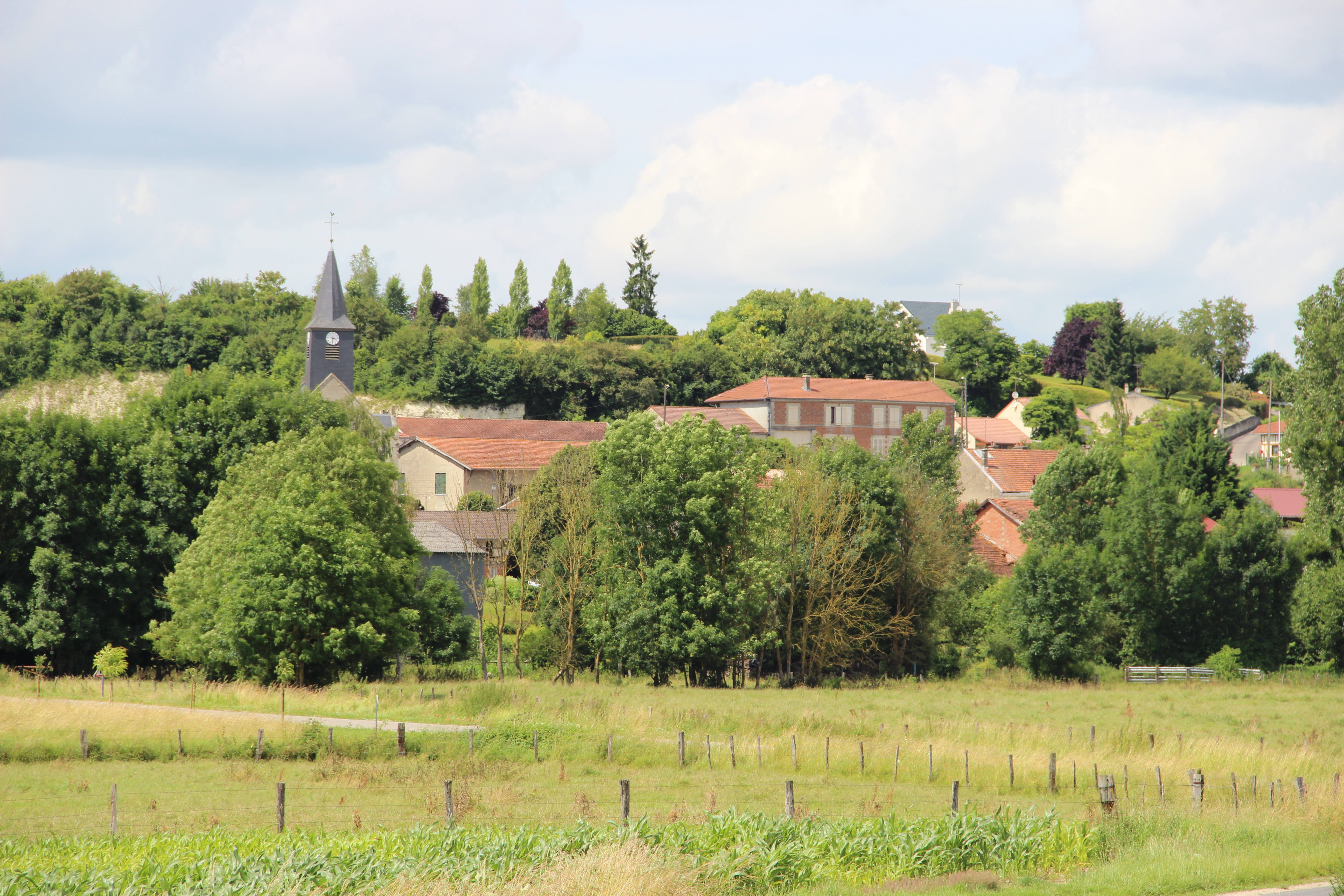
Le village de Merlaut, dominé par les Côtes de Champagne.

Merlaut se trouve au sud-est du département de la Marne, en région Grand Est. La commune appartient à la région agricole du Perthois.
La commune de Merlaut s'étend sur une superficie de 504 hectares. Sur son territoire, l'altitude varie de 97 à 166 mètres. Le village est situé au sud des Côtes de Champagne, la Côte aux Poiriers et la Côte de Boulémont séparant le nord de la commune, en altitude, et le sud du territoire, en plaine, arrosé par la Saulx et la Chée.
Par la route, Merlaut se situe à 39 km de Châlons-en-Champagne, préfecture du département, à 31 km de Saint-Dizier, principale ville de la Haute-Marne, à 9 km de Vitry-le-François, sa sous-préfecture de rattachement, et à 21 km de Sermaize-les-Bains, bureau centralisateur du canton de Sermaize-les-Bains dont dépend Merlaut depuis 2015. La commune fait en outre partie du bassin de vie de Vitry-le-François.
Merlaut est limitrophe de 4 communes :
| Saint-Quentin-les-Marais |         | Changy       |
|                          | Merlaut | Outrepont    |
| Vitry-en-Perthois        |         | Plichancourt |

### Hydrographie

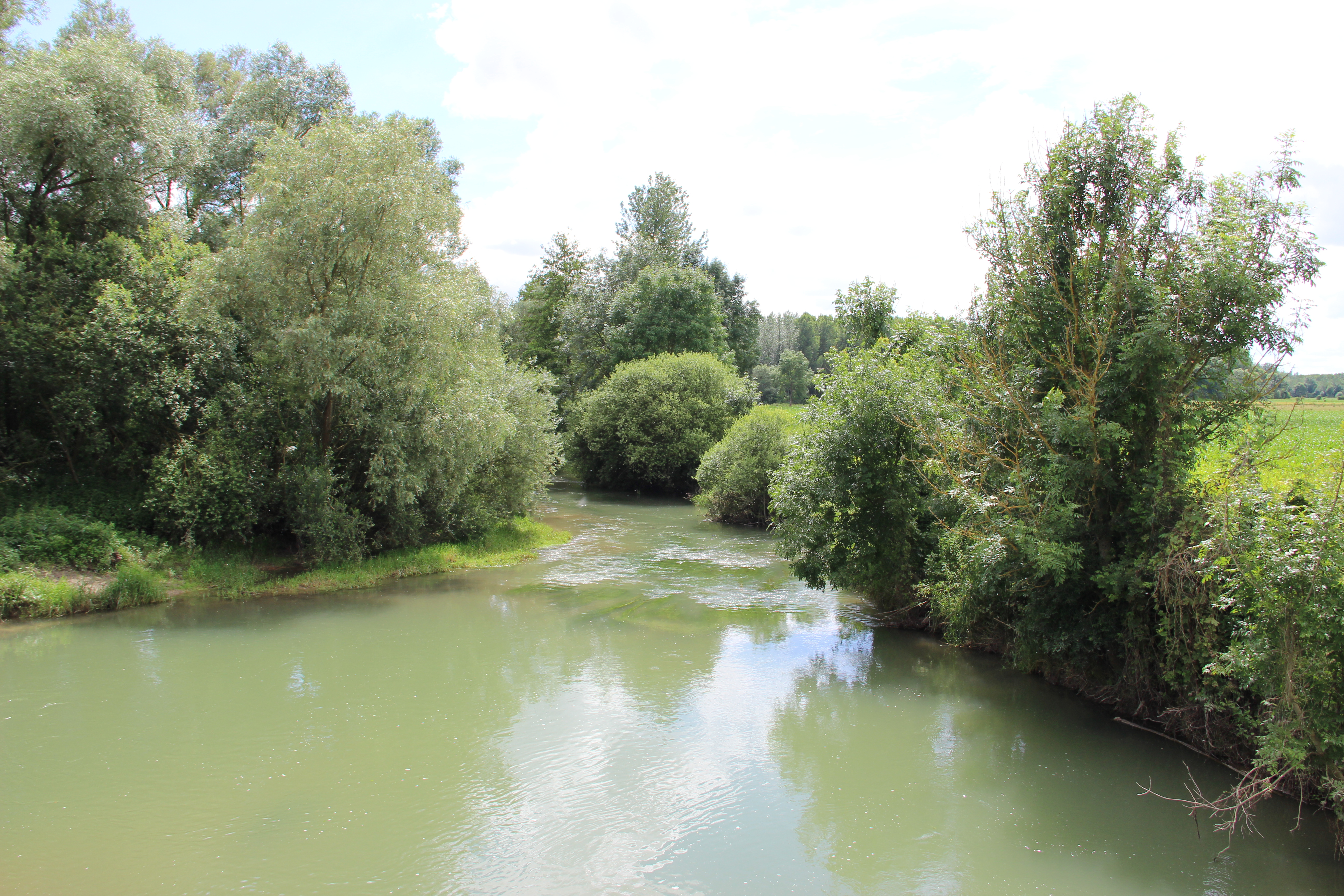
La Chée à Merlaut.

La commune est dans la région hydrographique « la Seine de sa source au confluent de l'Oise (exclu) » au sein du bassin Seine-Normandie. Elle est drainée par la Saulx, la Chée, le Fossé 01 de Lièvremont,.
La Saulx, d'une longueur de 115 km, prend sa source dans la commune de Germay et se jette  dans la Marne à Vitry-le-François, après avoir traversé 39 communes. Les caractéristiques hydrologiques de la Saulx sont données par la station hydrologique située sur la commune de Merlaut. Le débit moyen mensuel est de 26,3 m3/s. Le débit moyen journalier maximum est de 270 m3/s, atteint lors de la crue du 26 février 1958. Le débit instantané maximal est quant à lui de 252 m3/s, atteint le 4 février 2020.

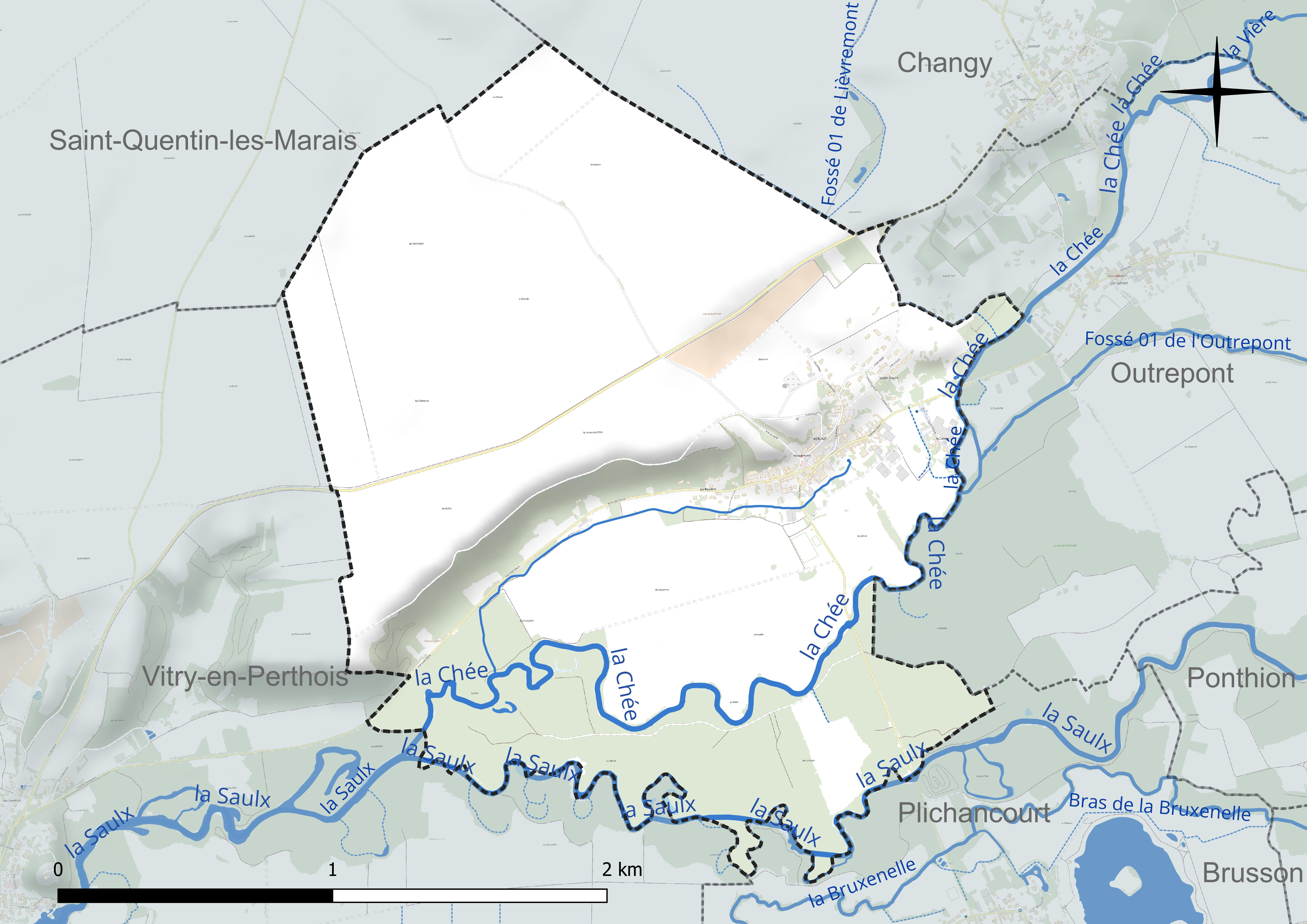
Réseau hydrographique de Merlaut.

La Chée, d'une longueur de 69 km, prend sa source dans la commune de Seigneulles et se jette  dans la Saulx à Vitry-en-Perthois, après avoir traversé 21 communes. 

### Climat
Pour des articles plus généraux, voir Climat du Grand Est et Climat de la Marne.
En 2010, le climat de la commune est de type climat océanique dégradé des plaines du Centre et du Nord, selon une étude du Centre national de la recherche scientifique s'appuyant sur une série de données couvrant la période 1971-2000. En 2020, Météo-France publie une typologie des climats de la France métropolitaine dans laquelle la commune est exposée à un climat océanique altéré et est dans la région climatique  Nord-est du bassin Parisien, caractérisée par un ensoleillement médiocre, une pluviométrie moyenne régulièrement répartie au cours de l’année et un hiver froid (3 °C). 
Pour la période 1971-2000, la température annuelle moyenne est de 10,7 °C, avec une amplitude thermique annuelle de 15,9 °C. Le cumul annuel moyen de précipitations est de 778 mm, avec 12,3 jours de précipitations en janvier et 8,5 jours en juillet. Pour la période 1991-2020, la température moyenne annuelle observée sur la station météorologique de Météo-France la plus proche, « Frignicourt », sur la commune de Frignicourt à 9 km à vol d'oiseau, est de 11,5 °C et le cumul annuel moyen de précipitations est de 694,6 mm. 
La température maximale relevée sur cette station est de 41,7 °C, atteinte le 25 juillet 2019 ; la température minimale est de −22 °C, atteinte le 9 janvier 1985,,. 
Les paramètres climatiques de la commune ont été estimés pour le milieu du siècle (2041-2070) selon différents scénarios d'émission de gaz à effet de serre à partir des nouvelles projections climatiques de référence DRIAS-2020. Ils sont consultables sur un site dédié publié par Météo-France en novembre 2022.

## Urbanisme

### Typologie
Au 1er janvier 2024, Merlaut est catégorisée commune rurale à habitat dispersé, selon la nouvelle grille communale de densité à sept niveaux définie par l'Insee en 2022.
Elle est située hors unité urbaine. Par ailleurs la commune fait partie de l'aire d'attraction de Vitry-le-François, dont elle est une commune de la couronne,. Cette aire, qui regroupe 73 communes, est catégorisée dans les aires de moins de 50 000 habitants,.

### Occupation des sols
L'occupation des sols de la commune, telle qu'elle ressort de la base de données européenne d’occupation biophysique des sols Corine Land Cover (CLC), est marquée par l'importance des territoires agricoles (71,9 % en 2018), en diminution par rapport à 1990 (73,3 %). La répartition détaillée en 2018 est la suivante : 
terres arables (58 %), forêts (20,7 %), prairies (9,7 %), zones urbanisées (7,4 %), zones agricoles hétérogènes (4,2 %). L'évolution de l’occupation des sols de la commune et de ses infrastructures peut être observée sur les différentes représentations cartographiques du territoire : la carte de Cassini (XVIIIe siècle), la carte d'état-major (1820-1866) et les cartes ou photos aériennes de l'IGN pour la période actuelle (1950 à aujourd'hui).

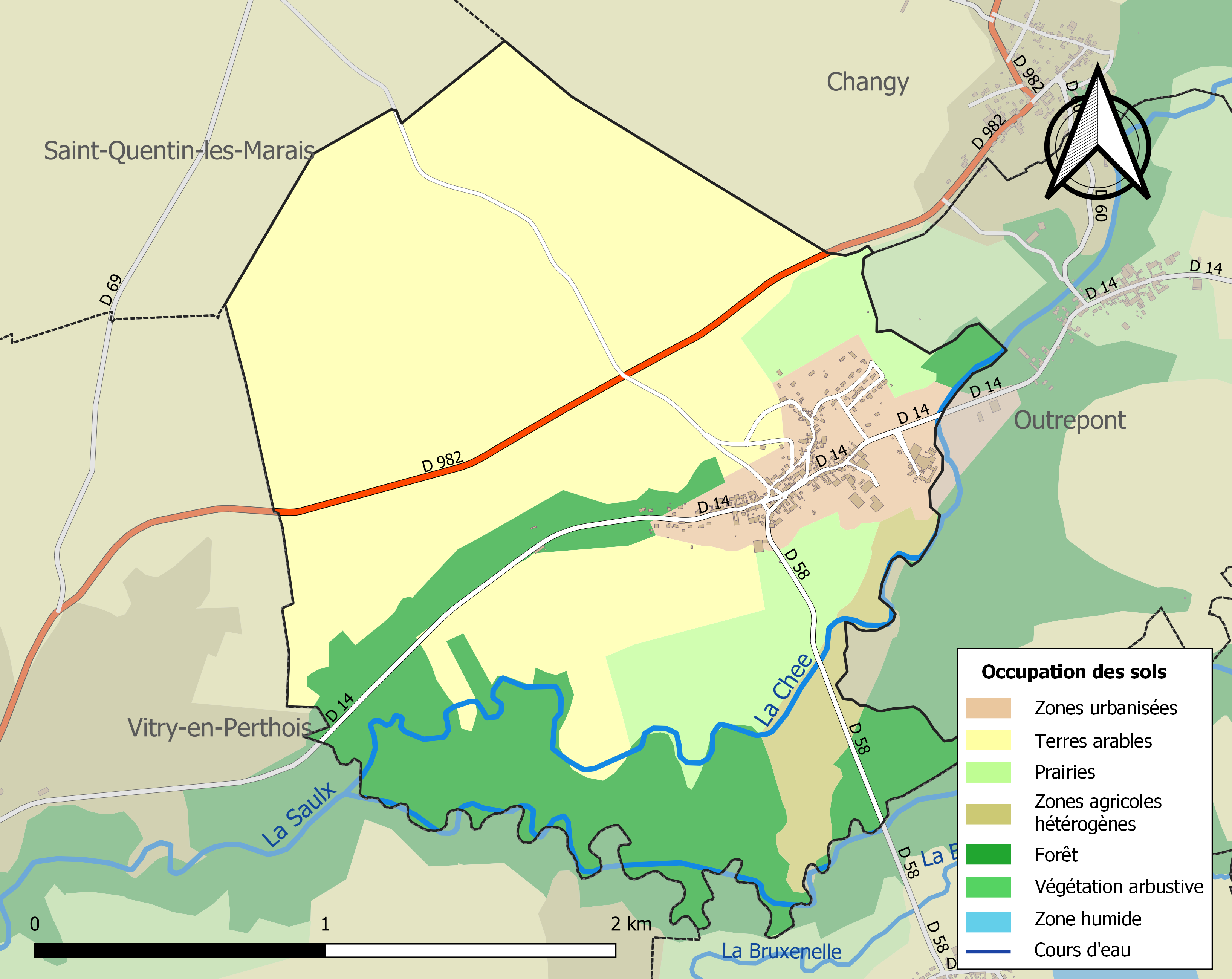
Carte des infrastructures et de l'occupation des sols de la commune en 2018 (CLC).

## Toponymie
Le nom de la localité est attesté sous les formes Merlaus (878) ; Villa que dicitur Merlo (1179) ; Merlau (1237) ; Mellou (1248) ; Mellau, Mellaut (1251) ; Merlaut (1380) ; Meurlot (1392) ; Merlautum (1451) ; Murlaud (1458) ; Merlauld (1459) ; Marlaut (1462) ; Meurlau (1463) ; Meurlault (1469) ; Mer[l]ot (1550) ; Meurlaux (1561) ; Marlot (1572) ; Meurtault (1587).

Merlaus en 878, avec le sens d'un diminutif de « merle », est  donc plutôt un sobriquet, surnom probable pour celui qui chante ou siffle comme un merle, soit un patronyme issu du latin Merula, aujourd’hui nom de famille.[réf. nécessaire]

## Politique et administration

### Intercommunalité
La commune, antérieurement isolée, a été intégrée le 1er janvier 2014, à la communauté de communes Côtes de Champagne et Saulx.
En effet, conformément au schéma départemental de coopération intercommunale de la Marne du 15 décembre 2011, les anciennes communautés de communes de : 
- la communauté de communes de Saint-Amand-sur-Fion, 
- de la communauté de communes des Côtes de Champagne, 
- de la communauté de communes des Trois Rivières 
- et de la communauté de communes de Champagne et Saulx 
en y incluant la commune de Merlaut, ont fusionné afin de former  à compter du 1er janvier 2014 la nouvelle communauté de communes Côtes de Champagne et Saulx.
Dans le cadre des prévisions du nouveau schéma départemental de coopération intercommunale (SDCI) de la Marne du 30 mars 2016, celle-ci fusionne le 1er janvier 2017 avec cinq des sept communes de Saulx et Bruxenelle (Étrepy, Pargny-sur-Saulx, Blesme, Saint-Lumier-la-Populeuse, Sermaize-les-Bains) pour former la nouvelle communauté de communes Côtes de Champagne et Val de Saulx, dont Brusson est désormais membre.

### Liste des maires

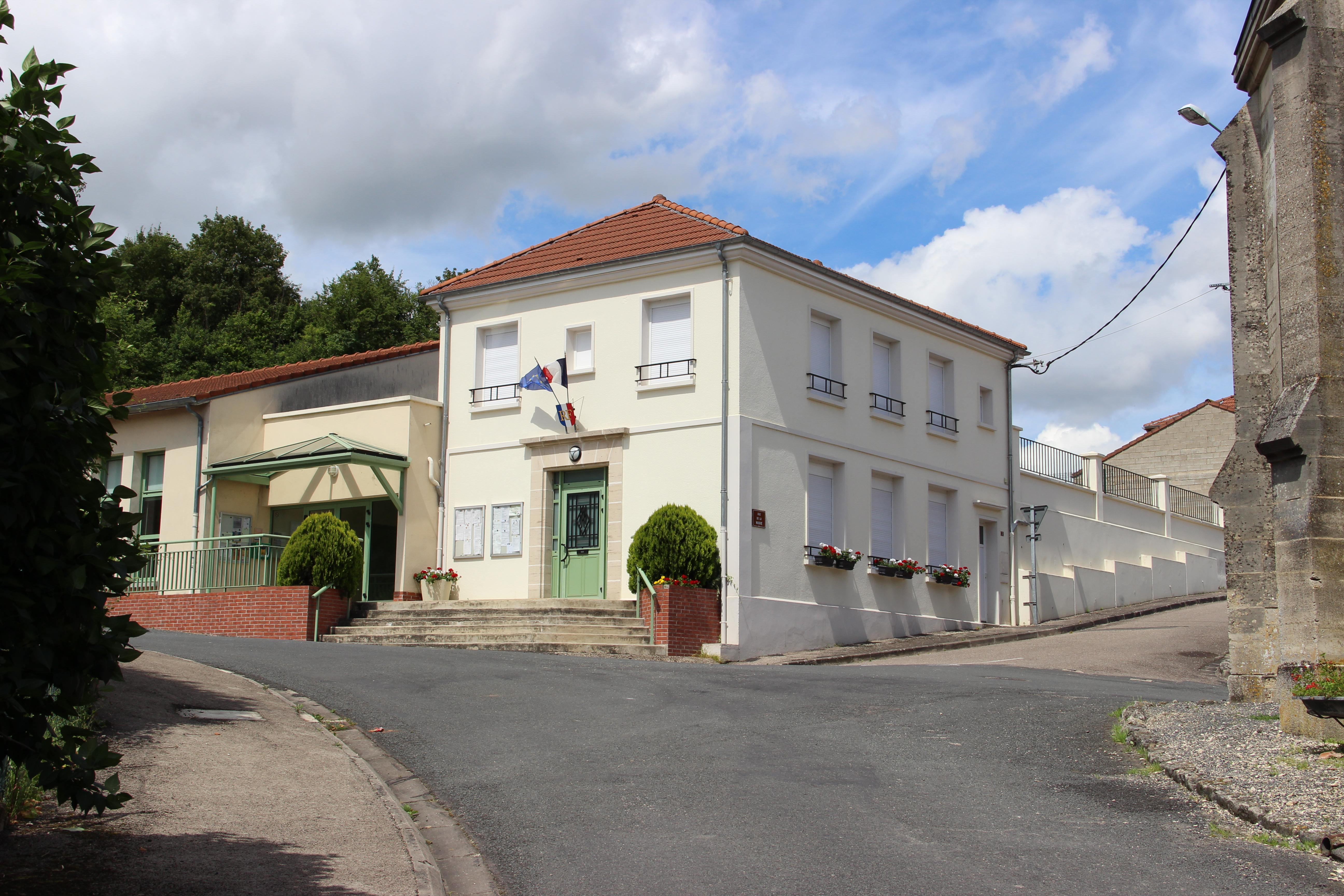
La mairie.

| Période                                  | Période                      | Identité              | Étiquette | Qualité |
| ---------------------------------------- | ---------------------------- | --------------------- | --------- | ------- |
| Les données manquantes sont à compléter. |                              |                       |           |         |
| mars 1983                                | 2001                         | Bernard Desruelle     |           |         |
| mars 2001                                | 2008                         | Guy Jacquemot         |           |         |
| mars 2008                                | 2014                         | Daniel Frerson        |           |         |
| 2014                                     | En cours (au 4 juillet 2014) | Henri-Noël Champenois |           |         |

## Équipements et services publics

### Eau et déchets
Le service public des déchets est assuré par le Syndicat mixte du Sud-Est Marnais (SYMSEM), qui a mis en place une redevance incitative. La collecte des ordures ménagères résiduelles (en bacs noirs pucés ou en sacs prépayés rouges) et des emballages ménagers recyclables (en sacs jaunes) est réalisée en porte à porte. Le SYMSEM adhérant au syndicat de valorisation des ordures ménagères de la Marne (SYVALOM), ces déchets sont amenés en centre de transfert à Sainte-Menehould ou Vitry-en-Perthois, puis valorisés sur le site de La Veuve. La collecte du verre se fait en apport volontaire, avant transformation dans une usine de Reims.
Pour les déchets volumineux ou dangereux, le SYMSEM met à disposition de ses habitants une plateforme de déchets verts et gravats, à Saint-Amand-sur-Fion, ainsi que 12 déchèteries, à Arrigny, Courtisols, Givry-en-Argonne, Mairy-sur-Marne, Pargny-sur-Saulx, Pogny, Sainte-Menehould, Thiéblemont-Farémont, Valmy, Vanault-les-Dames, Villers-en-Argonne et Ville-sur-Tourbe. Par convention entre le SYMSEM et la Communauté de communes Vitry, Champagne et Der, les habitants de Merlaut ont également accès à la déchèterie de Vitry-le-François.

## Population et société

### Démographie
L'évolution du nombre d'habitants est connue à travers les recensements de la population effectués dans la commune depuis 1793. Pour les communes de moins de 10 000 habitants, une enquête de recensement portant sur toute la population est réalisée tous les cinq ans, les populations de référence des années intermédiaires étant quant à elles estimées par interpolation ou extrapolation. Pour la commune, le premier recensement exhaustif entrant dans le cadre du nouveau dispositif a été réalisé en 2005.

En 2022, la commune comptait 271 habitants, en évolution de +12,45 % par rapport à 2016 (Marne : −1,19 %, France hors Mayotte : +2,11 %).
| 1793 | 1800 | 1806 | 1821 | 1831 | 1836 | 1841 | 1846 | 1851 |
| ---- | ---- | ---- | ---- | ---- | ---- | ---- | ---- | ---- |
| 423  | 377  | 414  | 425  | 415  | 406  | 400  | 431  | 426  |

| 1856 | 1861 | 1866 | 1872 | 1876 | 1881 | 1886 | 1891 | 1896 |
| ---- | ---- | ---- | ---- | ---- | ---- | ---- | ---- | ---- |
| 395  | 380  | 360  | 347  | 322  | 327  | 315  | 287  | 272  |

| 1901 | 1906 | 1911 | 1921 | 1926 | 1931 | 1936 | 1946 | 1954 |
| ---- | ---- | ---- | ---- | ---- | ---- | ---- | ---- | ---- |
| 273  | 259  | 249  | 215  | 195  | 196  | 194  | 200  | 223  |

| 1962 | 1968 | 1975 | 1982 | 1990 | 1999 | 2005 | 2006 | 2010 |
| ---- | ---- | ---- | ---- | ---- | ---- | ---- | ---- | ---- |
| 184  | 198  | 201  | 188  | 214  | 224  | 262  | 262  | 248  |

| 2015 | 2020 | 2022 | - | - | - | - | - | - |
| ---- | ---- | ---- | - | - | - | - | - | - |
| 244  | 263  | 271  | - | - | - | - | - | - |

## Culture locale et patrimoine

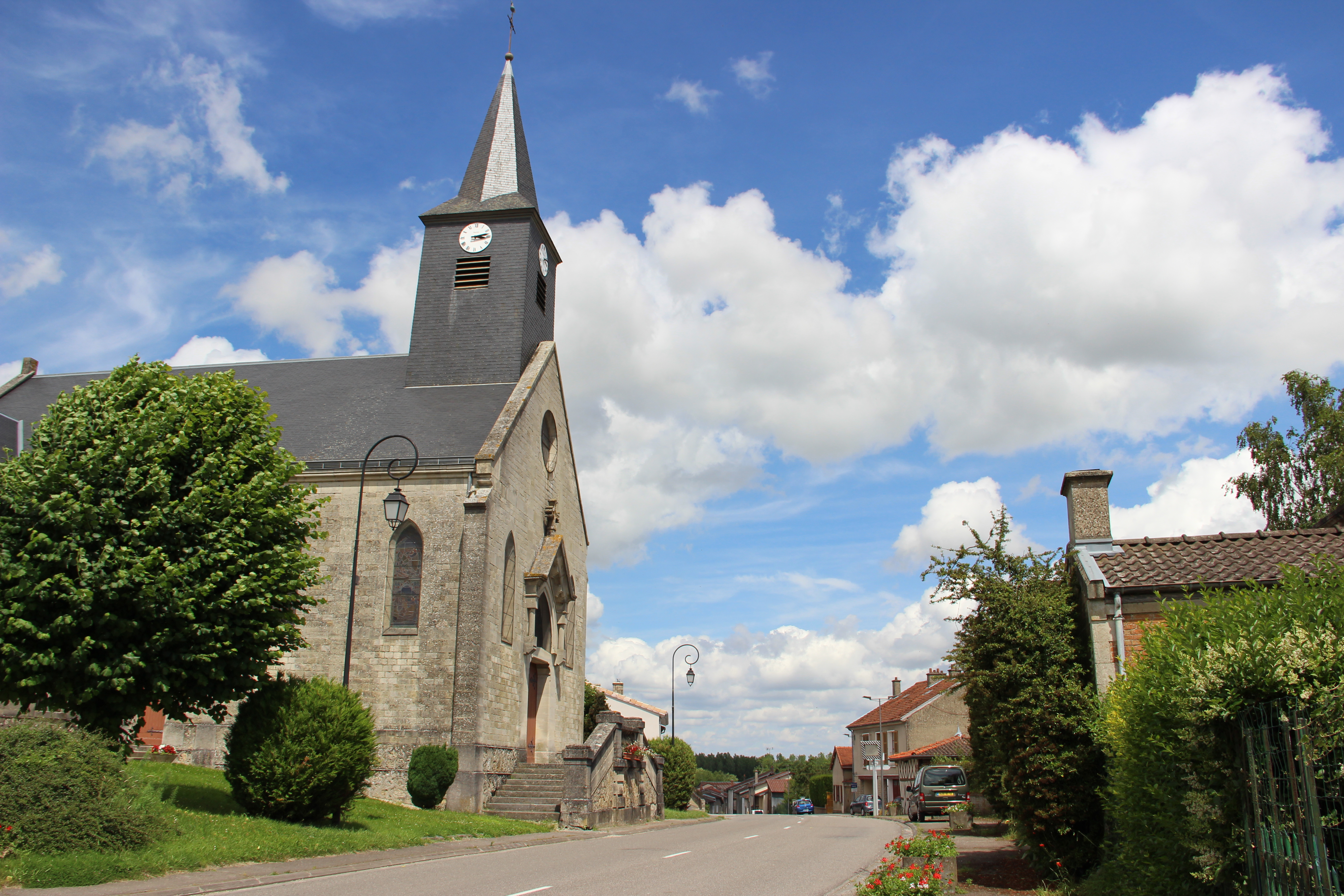
L'église.

### Lieux et monuments
- La falaise crétacée.
- L'église au centre du village construite sur l'emplacement de l'ancienne vétuste qui fut détruite. Le 22 janvier 1893 le maçon Thomas de Merlaut démonte les murs de l'église et du cimetière, le charpentier Modillat construit alors un abri pour y entreposer les cloches et le mobilier de l'église. Le 28 avril 1894 a lieu la pose de la première pierre et l'entrepreneur Coulaud de Dizy fait les travaux pour 36 759,6 francs. Le 21 janvier 1895 a lieu l'inauguration de l'église bâtie sur les plans de Louis Gillet architecte départemental et les vitraux de M. Hutin.

### Héraldique
| Blason de Merlaut | Blason  | Parti : au 1er d'azur à la falaise d'argent mouvant du flanc dextre et de la pointe, au chef cousu* de gueules chargé d'une grappe de raisin tigée et feuillée d'or, au 2d de sinople à la tête coupée de cheval d'or bridée de gueules, surmontée d'une banderole d'or chargée de l'inscription « MERLAUT » de sable et soutenue d'une fasce ondée d'azur bordée d'argent. |
| Blason de Merlaut | Détails | * Ces armes emploient le terme « cousu » dans le seul but de contrevenir à la règle de contrariété des couleurs : elles sont fautives (gueules sur azur). Adopté le 25 septembre 2018. |